# إديث تمبلتون
إديث تمبلتون (بالإنجليزية: Edith Templeton)‏ (1916، براغ في التشيك - 2006 في إيطاليا)؛ كاتِبة وروائية تشيكية.